# Johann Caspar Goethe
Pour les articles homonymes, voir Goethe (homonymie).
 (août 2025).
Si vous disposez d'ouvrages ou d'articles de référence ou si vous connaissez des sites web de qualité traitant du thème abordé ici, merci de compléter l'article en donnant les références utiles à sa vérifiabilité et en les liant à la section « Notes et références ».
En pratique : Quelles sources sont attendues ? Comment ajouter mes sources ?
Johann Caspar Goethe (né en juillet 1710 à Francfort-sur-le-Main, mort en mai 1782 dans la même ville) est un juriste allemand, conseiller privé auprès de l'empereur romain germanique. Il est le père de l'écrivain Johann Wolfgang von Goethe.

## Biographie
Johann Caspar est le fils de Friedrich Georg Göthe (de) (1657–1730) et de Cornelia Walther (1668–1754). Il fréquente de 1725 à 1730 le Casimirianum (de) de Cobourg. Il étudie ensuite le droit, un an à Giessen puis à Leipzig. En 1739, il obtient le titre de docteur en droit à Giessen puis travaille pour la Chambre impériale de Wetzlar. À Ratisbonne et Vienne, il intègre la Diète perpétuelle d'Empire et le Conseil aulique.
En 1740 et 1741, il fait un voyage en Italie et écrit un récit de voyage en italien. Fin 1741, il revient à Francfort où il possède avec sa mère veuve deux maisons à colombages dans la rue de Großer Hirschgraben (de). Il ne peut pas intégrer le conseil municipal de la ville, car son demi-frère Hermann Jacob (1697–1761), issu du premier mariage de leur père, est déjà membre.
Le 16 mai 1742, il acquiert pour trois cents florins le titre de conseiller impérial auprès de Charles VII du Saint-Empire. L'empereur apprécie Goethe, mais sa mort en 1745 l'empêche d'avoir une carrière diplomatique qu'il espérait.
Goethe reste à Francfort et vit d'activités financières. Le 20 août 1748, à 38 ans, il épouse dans l'église Sainte-Catherine Catharina Elisabeth Textor, la fille aînée de l'écoutète de la ville Johann Wolfgang Textor (de). L'union est célébrée par le prêtre Johann Philipp Fresenius (de), un ami de la famille.
Le 25 juin 1749, il acquiert la citoyenneté francfortoise. Dès lors, il se consacre exclusivement à ses études privées, la création d'une collection de livres et d'œuvres d'art précieuses et l'éducation de ses enfants. Le fils aîné Johann Wolfgang naît le 28 août de la même année. Des cinq enfants qui suivront, seule Cornelia, née en 1750, parvient à l'âge adulte.

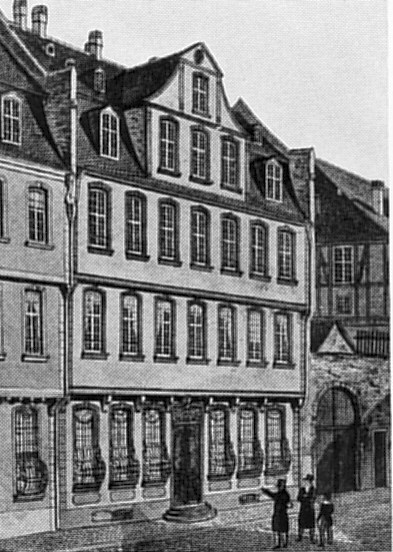
La maison des Goethe en 1755

Après la mort de sa mère le 1er avril 1754, il quitte Großer Hirschgraben pour une maison neuve dans le style romain d'une vingtaine de chambres. À l'inspection du bâtiment de la municipalité, il déclare le projet comme une conversion. Elle offre suffisamment de place pour les livres. Lors de la vente aux enchères en 1795, on compte 2 000 livres, des ouvrages juridiques et historiques, de la littérature ancienne et contemporaine en plusieurs langues, des récits de voyages, des travaux théologiques et de dévotion. La collection de peinture ne comprend que des œuvres contemporaines d'artistes de Francfort. Il y a aussi, comme aura son fils, des moulages de sculptures antiques et des minéraux.
Durant la guerre de Sept Ans, en 1759, les troupes françaises pénètrent Francfort. La maison de Goethe accueille pendant plusieurs mois le commandant de la ville, le comte Thoranc, qui en fait son quartier. Les rapports sont tendus, d'autant que Goethe est partisan de la Prusse. Le jour du Vendredi saint 1759, après la victoire des Français dans la bataille de Bergen, Thoranc, fier, croise dans l'escalier Johann Caspar Goethe qui lui répond : "J'aurais aimé qu'ils aillent au diable !". Son épouse convainc le comte de ne pas le jeter en prison.
Vers 1770, il commence à perdre ses facultés mentales et est de plus en plus soigné. Il fait un premier AVC en 1779 et un second en octobre 1780. Johann Caspar Goethe est complètement paralysé et meurt le 25 mai 1782. Il est enterré au cimetière de l'église Saint-Pierre (de). Il laisse à son fils un héritage de 90 000 florins.
Johann Wolfgang von Goethe décrira son père comme un pédant aimant l'ordre et la morale protestante. Cette description est peu crédible, au vu de l'éclectisme de sa collection. De même, il dirigea une œuvre hospitalière et était à l'écoute des évolutions sociales et culturelles de son temps.
Bien que sa fortune considérable lui ait donné l'indépendance financière, Johann Caspar Goethe se voyait comme un rejeté, puisqu'il n'a pas réussi une carrière politique. L'aristocratie francfortoise patricienne l'exclut malgré son titre de conseiller impérial. Ceci explique sans doute le report de ses ambitions sur son fils.

## Sources, notes et références
- (de) Cet article est partiellement ou en totalité issu de l’article de Wikipédia en allemand intitulé « Johann Caspar Goethe » (voir la liste des auteurs).
- (de) Wilhelm Flitner, « Goethe, Johann Caspar », dans Neue Deutsche Biographie (NDB), vol. 6, Berlin, Duncker & Humblot, 1964, p. 545 (original numérisé).
- Notices d'autorité :   - VIAF
  - ISNI
  - BnF (données)
  - IdRef
  - LCCN
  - GND
  - Italie
  - CiNii
  - Pays-Bas
  - Pologne
  - Israël
  - NUKAT
  - Suède
  - Vatican
  - Norvège
  - Tchéquie
  - Lettonie